# Most Laləzar
Most Laləzar (azer. Laləzar körpüsü) – most na rzece Worotan w rejonie Qubadlı w Azerbejdżanie.

## Historia
Most został zbudowany w 1867 roku, chociaż niektórzy badacze uważają, że powstał w XVIII wieku. Po zajęciu w sierpniu 1993 roku rejonu Qubadlı podczas wojny o Górski Karabach most znalazł się na terenie Górskiego Karabachu. W tym okresie została zniszczona kamienna tablica z informacją o dacie budowy mostu. Do budowy mostu wykorzystano naturalne skały. Most ma 17 metrów długości, jest szeroki na 2,8 metra i wznosi się ponad  lustrem wody 4,5 metra.   